# Station Smukała
Station Smukała is een spoorwegstation in de Poolse plaats Bydgoszcz.